# Areté
Areté (řecky: ἀρετή) ve svém základním smyslu znamená „dokonalost jakéhokoliv druhu“ a současně může být ve své definici pojato jako vyšší princip ve smyslu morální ctnosti. V nejstarších zmínkách z dob starého Řecka byla tato představa o dokonalosti nedílnou součástí pojetí o naplněném životě s využitím jeho veškerého potenciálu.
Pojem z Homérovy doby není genderově specifikován. Sám Homér používá termín jak pro řecké a trojské hrdiny, tak i pro velké ženy své doby, jakou byla např. Penelope, manželka řeckého hrdiny Odyssea. V Homérových básních je areté především spojováno se statečností, ale ještě častěji s efektivitou. Žena nebo muž areté je osoba s maximální výkonností, využívající všech svých schopností – síly, statečnosti a vtipu – pro dosažení skutečných výsledků. Areté tak zahrnuje veškerý potenciál, který je lidem k dispozici.
V některých kontextech je areté explicitně spojeno s lidským poznáním, kde jsou výrazy jako „ctnost je poznání“ a "areté je poznání" používány zaměnitelně, neboť nejvyšší lidskou způsobilostí je poznání a všechny ostatní fyzické schopnosti jsou odvozeny od této hlavní úlohy. Je-li areté učením a poznáním, pak nejvyšším poznáním člověka je poznání samotného vědomí; v tomto světle je teoretická studie lidského poznání, kterou Aristoteles definuje jako „rozjímání", nejvyšší lidskou schopností a štěstím.

## Historie
Ve starověkém Řecku byl termín areté používán pro různá označení, například prvotřídní komín, vynikající býk či dokonalý člověk. Význam slova se mění v závislosti na tom, co popisuje, protože všechno má svoji specifickou vlastnost; areté člověka se liší od areté koně. Tento způsob myšlení se prvně objevil v Platónově Podobenství o jeskyni. Na základě Platónova díla víme, že zejména tehdejší aristokracie byla prostřednictvím svého původu brána za skutečný příklad areté. Mimo jiné „kořen areté je stejný jako u slova aristos. Význam slov tak poukazuje na jejich výjimečnost a nadřazenost, kdy jsou současně používány v množném čísle pro označení privilegovaných elit."
V 5. a 4. století př. n. l. se z areté aplikovaného na muže vyvinuly i jiné ctnosti, jako je dikaiosyne (spravedlnost) a sophrosyne (zdrženlivost, střídmost). Byl to právě Platón, kdo vytvořil morální základ, který zahrnoval tato nová uplatnění, avšak právě v díle Aristotela byla definice areté rozvinuta v jeho plném rozsahu. Aristotelova „Doktrína prostřednosti“ je pak paradigmatickým příkladem tohoto vědění.
V Platónově díle je areté taktéž interpretováno v souvislosti s atletickým výcvikem a vzdělávání mladých chlapců. Stephen G. Miller toto pojetí použil ve své knize Ancient Greek Athletics, kde uvádí, že Aristotelovo smýšlení o areté je podloženo obecným úmyslem vést k výchově. Výchova a vzdělávání ve smyslu areté znamená, že chlapci budou učeni takových věcí, které jsou životu přínosné. Nicméně dokonce sám Platon říká, že areté není něco, co bychom mohli jasně definovat, ale naopak uvádí, že "„neexistuje dohoda o tom, co představuje areté, což logicky vede k neshodě o jeho vhodném učení". Tvrdit tak, že areté má obecnou definici dokonalosti či naplnění, může být přehnané, jednoduše proto, že by bylo velmi obtížné přesně definovat jeho samotný význam, a s ním i jedinou správnou cestu jeho dosažení.

## Atletika
Ve starém Řecku panovala obecná víra v to, že každá mysl, tělo a duše musí být dostatečně připravena a vyvinuta pro život v souladu s areté. To vedlo k myšlence, že pro získání areté musí být přítomna atletika. Není potřeba jí obětovat celý život, stačí díky ní uvést tělo do správného stavu areté, stejně tak jako, když jsou mysl a duše rozvíjeny „svými“ prostředky.

## Homér
V Homérově básni Ilias a Odysseia se výraz areté používá především k popisu hrdinů či aristokracie a jejich pohybových obratností, se zvláštním zřetelem na sílu a odvahu. Přesto není tato definice jednotná. Například areté Penelopy se týká spolupráce, pro kterou je Agamemnonem chválena. Či dokonalost bohů, která obecně zahrnovala jejich sílu, ale v Odysseji měli bohové schopnost udělit životu dokonalost, který je kontextuálně chápán jako znamení prosperity. Areté bylo také jméno manželky krále Alkinoa.
Na základě poznámek Bernarda Knoxe, které jsou součástí překladu Odyssey od Roberta Faglesa, je areté také spojeno s řeckým slovem araomai, jehož význam je v překladu modlit se.
Co se týče Iliady, to jakým způsobem Homér popisuje Achillea, je také příkladem areté. Areté je spojeno s dobrem a zdatností bojovníka. Debra Hawhee poukazuje na to, že normy a praktiky athénské virtuosity „působí v rámci reputace politiky, jejímiž normativními póly jsou čest a hanba". To znamená, že areté funguje jako vnější jev v závislosti na vnějším příjmu a potvrzení jeho konkretizace. Smrt v bitvách či vítězství na olympijských hrách bylo považováno za projev dobra, šlechetnosti a čestnosti, a právě proto si zasloužily svůj čas. Takže nejenže je Achilles statečným a znamenitým válečníkem, ale současně je také od svého počátku předurčen zemřít v trójských válkách s tou největší slávou – zaručeným areté.